# Ronald Fuentes
Ronald Hugo Fuentes Núñez (* 22. Juni 1969 in Malloco, Metropolregion Santiago) ist ein ehemaliger chilenischer Fußballspieler und aktueller -trainer. Der Abwehrspieler gewann viermal die chilenische Meisterschaft und spielte 50-mal für die Nationalmannschaft Chiles, mit der er an der Fußball-Weltmeisterschaft 1998 in Frankreich teilnahm. Seit 2024 ist er Trainer vom CD Magallanes.

## Karriere

### Verein
Mit 10 Jahren kam Ronald Fuentes zu Malloco Atlético und wechselte 1985 in die Jugend des CD Cobresal, wo er 1987 erstmals für die Profimannschaft auflief, allerdings erst 1991 sein Debüt in der Primera División gab. 1994 kaufte der CF Universidad de Chile den zentralen Verteidiger, wo er unter anderem gemeinsam mit Marcelo Salas, Leonardo Rodríguez, oder Luis Musrri spielte. Mit La U gewann er vier Meisterschaften und zwei Pokalsiege. Fuentes blieb dem Universitätsklub treu und beendete 2001 aufgrund einer Knieverletzung seine Karriere.

### Nationalmannschaft
Ronald Fuentes spielte erstmals am 9. April 1991 im Freundschaftsspiel gegen Mexiko für die chilenische Nationalmannschaft. Danach spielte er viele Freundschaftsspiele, kam aber bei der Copa América 1991 und der Copa América 1995 trotz Nominierung nicht zum Einsatz. In der Qualifikation zur Fußball-Weltmeisterschaft 1998 absolvierte er neun Partien und durfte durch die erfolgreiche Qualifikation Chiles auch beim Turnier in Frankreich auflaufen. Unter Trainer Nelson Acosta war er Stammkraft und spielte alle Partien bei der Weltmeisterschaft über die volle Spielzeit. Nach drei Unentschieden gegen Italien, Österreich und Kamerun kam Chile ins Achtelfinale, wo das Team mit einer 1:4-Niederlage gegen den amtierenden Weltmeister Brasilien ausschied.
Ronald Fuentes kam noch in der Qualifikation zur Fußball-Weltmeisterschaft 2002 in sechs Spielen zum Einsatz. Die 0:1-Niederlage gegen Kolumbien im September 2000 war sein letztes Länderspiel. Er kommt somit auf insgesamt 50 Länderspiele und ein Tor für sein Land, das er im Juni 1995 im Freundschaftsspiel gegen Neuseeland erzielte.

### Trainerkarriere
Nach der aktiven Karriere absolvierte Fuentes den Trainerlehrgang am Instituto Nacional de Fútbol von Santiago. Nachdem er erst in der Jugend von CF Universidad de Chile tätig war, trainierte er ab 2007 Deportes Melipilla und anschließend Deportes Iberia, mit denen er Meister der Segunda División wurde. Nach einem weiteren Engagement bei Iberia wechselte er zum CD Universidad de Concepción, wo er chilenischer Pokalsieger wurde.
Nach guten Ergebnissen bei Unión Española von 2019 bis 2021 verpflichtete der Tabellenletzte CD Santiago Wanderers den Trainer, doch nach einem schlechten Start mit sechs Niederlagen wurde er wieder entlassen. Bei seinem nächsten Klub, die Rangers de Talca, wurde sein Vertrag zur Saison 2022 nicht verlängert.

## Erfolge

### Spieler
CD Cobresal
- Chilenischer Pokalsieger: 1987

Universidad de Chile
- Chilenischer Meister (4): 1994, 1995, 1999, 2000
- Chilenischer Pokalsieger: 1998, 2000

### Trainer
Deportes Iberia
- Meister der Segunda División: 2012, 2013-T, 2013/14

CD Universidad de Concepción
- Chilenischer Pokalsieger: 2014/15